# 蒙勒塞县
蒙勒塞县，一译蒙鲁塞县、蒙雷西县，是柬埔寨马德望省下辖的一个县。柬埔寨华人称其为宿蒙县。
据1998年人口普查，此县共有134,378人。